# Vjoksa (přítok Vologdy)
Vjoksa (rusky Векса) je řeka ve Vologdské oblasti v Rusku. Je dlouhá 9 km.

## Průběh toku
Ústí zleva do Vologdy (povodí Severní Dviny).